# Червона зоря (хокейний клуб)
«Червона зоря» — клуб з хокею з м'ячем з Санкт-Петербурга. Припинив існування в 2001 році.

## Історія
Команда була створена у 1930 році при державному телефонному заводі «Червона зоря».
В 1936 році вперше взяла участь у чемпіонаті СРСР. У тому ж році команда зайняла друге місце на чемпіонаті ВЦРПС, поступившись команді Кіровського заводу, також з Ленінграда. Далі до Великої Вітчизняної війни грала у першості Ленінграду.
З 1950 по 1958 рік виступала в чемпіонаті СРСР. У 1950 році посіла четверте місце. У 1968 році стала чемпіоном міста і бронзовим призером чемпіонату РРФСР, отримавши право на участь у другій групі чемпіонату СРСР, де (з перервою в 1971—1972 роках) виступала до 1992 року.
У 1993 році, після розширення чемпіонату Росії, опинилася у вищій лізі. У 1995 році опустилася до другої ліги. У 1996—2001 роках виступала в першій лізі, після чого була передана Балтійської будівельної компанії та перетворена в хокейний клуб БСК.